# David Stahel
David Stahel (* 1975 in Wellington) ist ein neuseeländischer Militärhistoriker, der sich mit europäischer Militärgeschichte und mit dem Zweiten Weltkrieg befasst und hier insbesondere mit der deutschen Wehrmacht im Deutsch-Sowjetischen-Krieg.
Stahel studierte an der Monash University und dem Boston College, erwarb seinen Master-Abschluss in War Studies am King’s College London und wurde 2007 an der Humboldt-Universität Berlin promoviert. Er lehrt seit 2012 an der University of New South Wales als Senior Lecturer in Geschichte.
Von ihm stammen Bücher über das Unternehmen Barbarossa, die Schlacht um Kiew und die Schlacht um Moskau. Das Buch über das Unternehmen Barbarossa ist aus seiner Dissertation in Berlin hervorgegangen und vertritt die These, dass der Russlandfeldzug Hitlers schon gleich zu Beginn im August 1941 gescheitert sei, als die Aussicht auf einen Blitzkrieg-Sieg verflog. Die Leichtfertigkeit, mit der die deutsche Generalität Hitlers Vorgaben entgegenkam und alle Bedenken angesichts elementarer Fakten wie der Größe des Landes und die klimatischen Verhältnisse beiseite schob, die eigenen Fähigkeiten überschätzte (Logistik, mangelnde Motorisierung der Infanterie u. a.) und die des Gegners unterschätzte, sieht Stahel als militärisch unprofessionelles Verhalten der Wehrmachtsführung. Hinzu kamen strategische Unschlüssigkeit hinsichtlich der Priorität eines Vorstoßes nach Moskau (favorisiert von Generalstabschef Franz Halder, aber letztlich gegen Hitler nicht durchgesetzt) oder in die Rohstoffgebiete im Süden, was Hitler befürwortete. Mitentscheidend für das Scheitern des Blitzkriegkonzepts in Russland 1941 war dann nach Stahel die Entscheidung Hitlers nach der Kesselschlacht bei Smolensk, die Kräfte auf die Eroberung der Ukraine und die Belagerung Leningrads zu konzentrieren statt auf die Eroberung von Moskau wie Halder dies  befürwortete, der aber wie die übrige Generalität den Weichenstellungen Hitlers keinen Widerstand entgegensetzte. In seinen Büchern berücksichtigt er neben militärischen Detailanalysen auch das größere strategische und politische Umfeld einschließlich der Radikalisierung der Kriegsführung der deutschen Wehrmacht mit dem Ziel eines Vernichtungskriegs.

## Schriften (Auswahl)
- Operation Barbarossa and Germany’s Defeat in the East, Cambridge University Press, Cambridge, 2009
- Kiev 1941. Hitler’s Battle for Supremacy in the East, Cambridge University Press, Cambridge, 2012
- Operation Typhoon. Hitler’s March on Moscow, Cambridge University Press, Cambridge, 2013
- The Battle for Moscow, Cambridge, 2015
- als Herausgeber: Joining Hitler’s Crusade: European Nations and the Invasion of the Soviet Union, Cambridge University Press, Cambridge, 2017
- Herausgeber mit Alex J. Kay: Mass Violence in Nazi-Occupied Europe, Indiana University Press, Bloomington, 2018
- als Herausgeber mit Alex J. Kay, Jeff Rutherford: Nazi Policy on the Eastern Front, 1941: Total War, Genocide, and Radicalization, University of Rochester Press, 2012
  - darin von Stahel: Radicalizing Warfare: The German Command and the Failure of Operation Barbarossa, S. 19–44
- Hitler's Panzer Generals: Guderian, Hoepner, Reinhardt and Schmidt Unguarded, Cambridge University Press, Mai 2023, ISBN 978-1-009-28280-2 Buchbesprechung